# 越後妻有里山現代美術館MonET
越後妻有里山現代美術館MonET（えちごつまりさとやまげんだいびじゅつかんモネ）は、新潟県十日町市本町6にある現代美術を収蔵した美術館。

## 概要
十日町の名称のもととなった節季市をイメージし、圏域全体のヒト・モノ・情報が交差する場として、京都駅や札幌ドームで知られる建築家・原広司が設計。コンクリート打放しの正方形の建造物であり、真ん中は屋根のない吹き抜けで通常時は池になっているが、冬季は雪原、3年に1度の大地の芸術祭の期間中は特別展示の会場となる。1階はとおかまちてづくり市などの催し物会場として使われる。2階の回廊には常設展示、ミュージアムショップ、カフェレストラン 「越後しなのがわバル」、コミュニティFMエフエムとおかまちのスタジオと事務所がある。道の駅クロス10十日町が隣接しており、付近は大地の芸術祭 越後妻有アートトリエンナーレの十日町エリアの観光拠点として観光客を集めている。

## 沿革
十日町広域市町村圏の「ニューにいがた里創プラン」「越後妻有アートネックレス整備事業」における拠点施設（ステージ）のひとつとして建設され、2003年開催の第2回大地の芸術祭 越後妻有アートトリエンナーレに合わせて同年7月にグランドオープンした十日町ステージ越後妻有交流館キナーレを前身とする。同館は吹き抜けを有する回廊棟にきもの歴史館や体験工房館、和装工芸館、楽市楽座「キナーレ市」、多目的ホールを備え、温泉棟に日帰り温泉「明石の湯」を備えていた。「キナーレ」の言葉の意味は、この地域で使われている方言で、この場所に来て下さいという意味である「来なされ」と、十日町地域の特産品であるキモノを着て下さいという意味である「着なされ」という意味をかけて付けられており、公募して集まった多数の候補の中から最もふさわしいものとして選ばれた愛称である。なお、温泉棟に関しては建設見直しを公約に滝沢信一が2001年に市長当選したが、議会の反発で撤回した経緯がある。
2012年に開催された第5回大地の芸術祭 越後妻有アートトリエンナーレに合わせて設計者原広司によりリニューアルされた際に名称が越後妻有里山現代美術館キナーレとなり、2階部分が現代美術館となった。2021年のリニューアルの際に現名称となった。
2021年、市と良品計画が結んだ連携協定に基づく地域活性化事業として、1階にコミュニティスペースが新設された。

## 収蔵作品

### 常設展示作品一覧
- 火焔型土器（レプリカ、本物は十日町市博物館蔵）
- スティーヴン・アントナコス「3つの門のためのネオン」
- ジャン=フランソワ・ブラン「空の水」
- 粟津潔「粟津潔文庫」
- 原広司+アトリエ・ファイ建築研究所「Three Travelers」
- レアンドロ・エルリッヒ「トンネル」
- ゲルダ・シュタイナー、ヨルク・レンツリンガー「ゴースト・サテライト」
- カルロス・ガライコア「浮遊」
- 山本浩二「フロギストン」
- カールステン・ニコライ「Wellenwanne LFO」[注 1]
- エルムグリーン&ドラッグセット「POWERLESS STRUCTURES, FIG.429」
- カールステン・ヘラー「Rolling Cylinder, 2012」
- マッシモ・バルトリーニ feat.ロレンツォ・ビニ「○in□」
- 栗田宏一「ソイル・ライブラリー／新潟」
- 眞田岳彦「大地をつつむ皮膚 十日町文様カラムシ唐草’13」
- クワクボリョウタ「LOST #6」 - 2022年4月21日に修学旅行で訪れていた複数の中学生により全損し[注 2]、非公開となった[8][9][10]が現在は修復再公開している[11]。

### 特別展示
- クリスチャン・ボルタンスキー「No Man's Land」（2012年、現在は終了）
- 蔡國強「蓬莱山」（2015年、現在は終了）
- レアンドロ・エルリッヒ「Palimpsest: 空の池」（2018年）
- 「2018年の〈方丈記私記〉～建築家とアーティストによる四畳半の宇宙」（2018年、現在は終了)

## 併設施設
- ミュージアムショップ
- カフェレストラン 「越後しなのがわバル」
- 温泉「明石の湯」
2003年（平成15年）に日帰り温泉施設「明石の湯」が併設されたが、十日町市では2023年（令和5年）3月末で閉鎖し、跡地を改修して美術館と一体化する計画だった[12]。しかし、2023年3月27日、十日町市議会は3月末で閉館するとした条例改正案を継続審査とした[13]。そのため2023年4月以降も営業時間やサービスを縮小して当面営業を継続することになった[14]。2023年4月26日、十日町市議会は市の条例改正案を反対多数で否決し、明石の湯は存続することになった[15]。

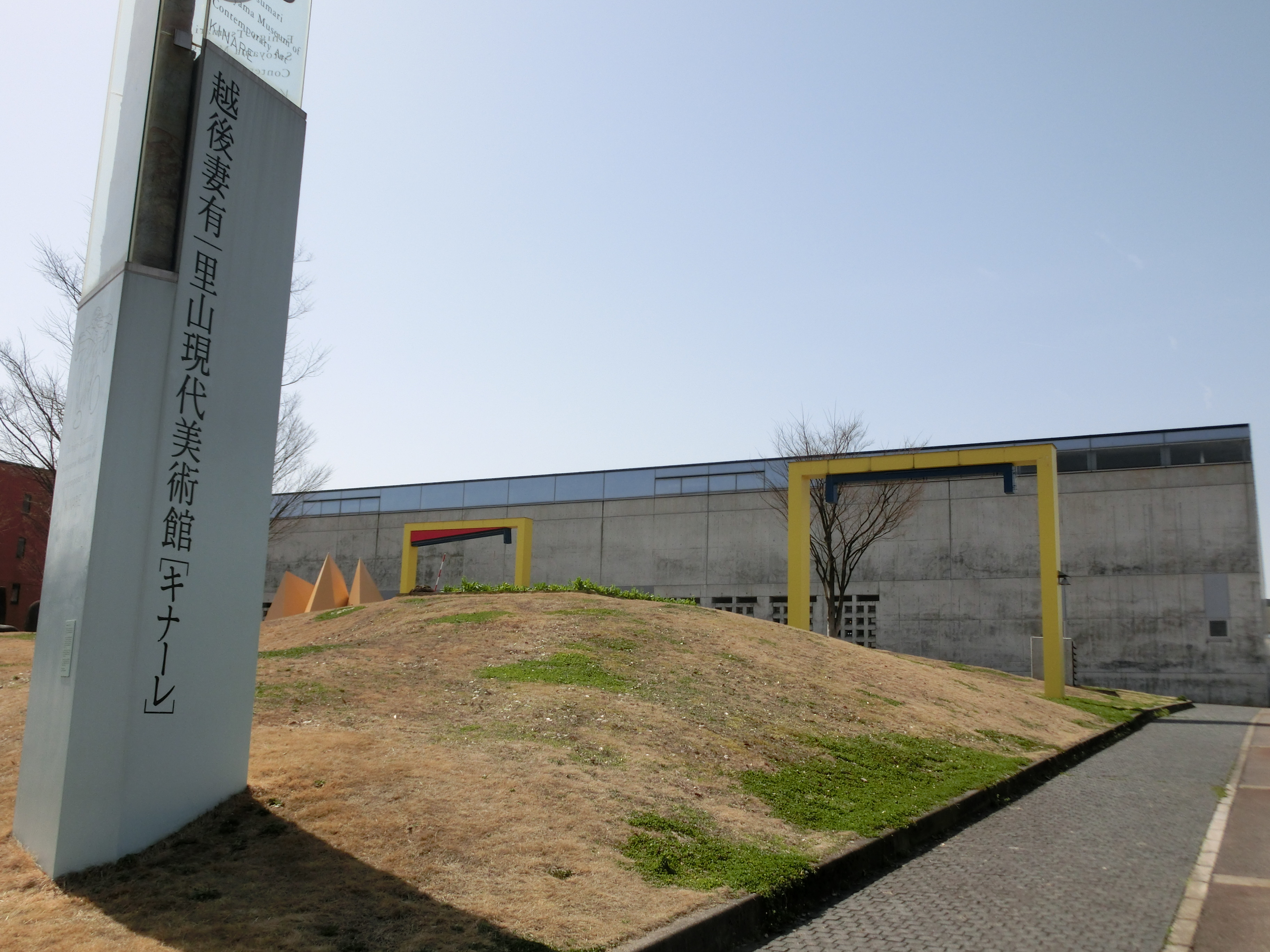
外観（2016年4月）
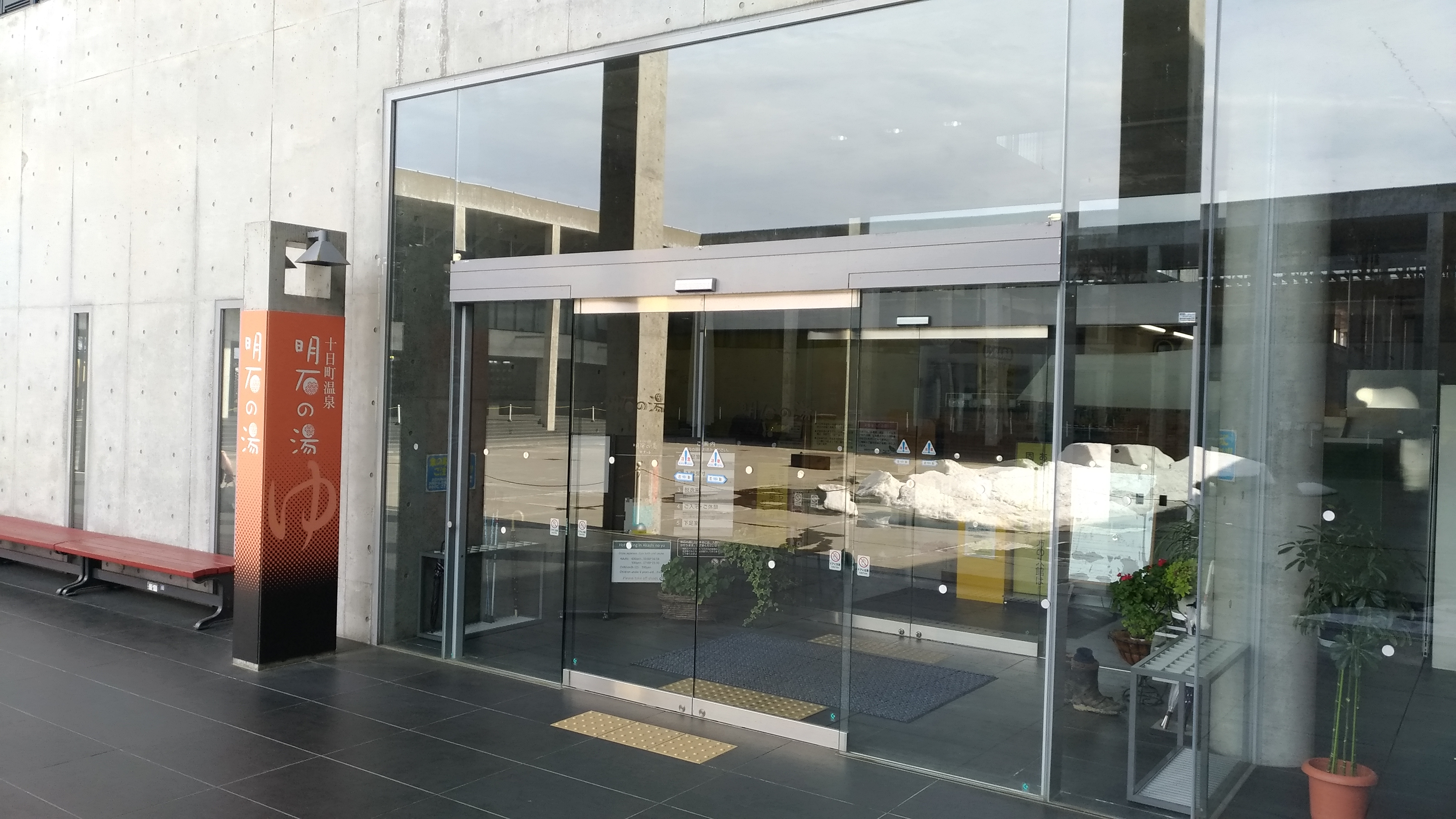
1階、明石の湯
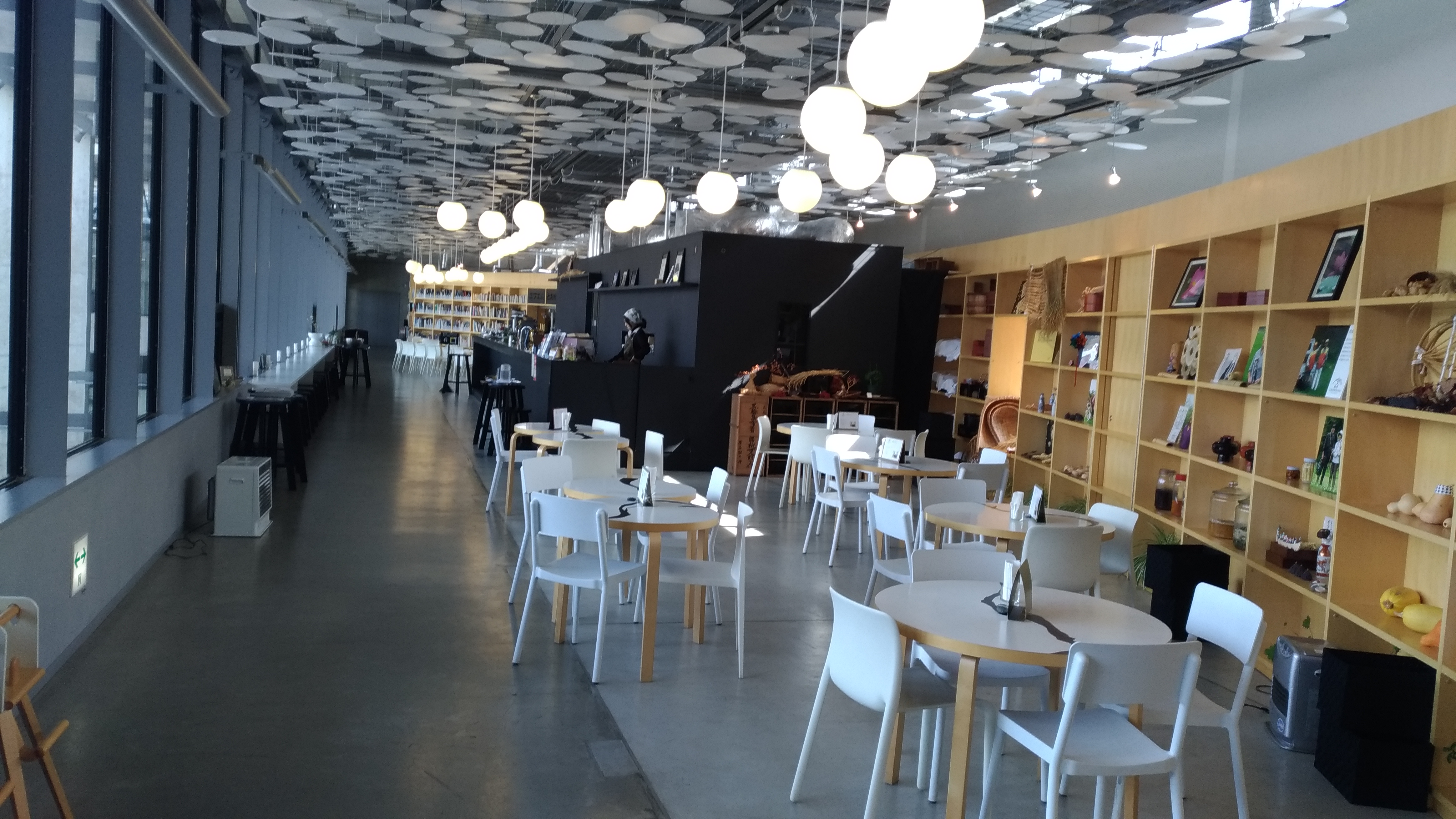
2階、越後しなのがわバル、奥にエフエムとおかまちのスタジオが併設
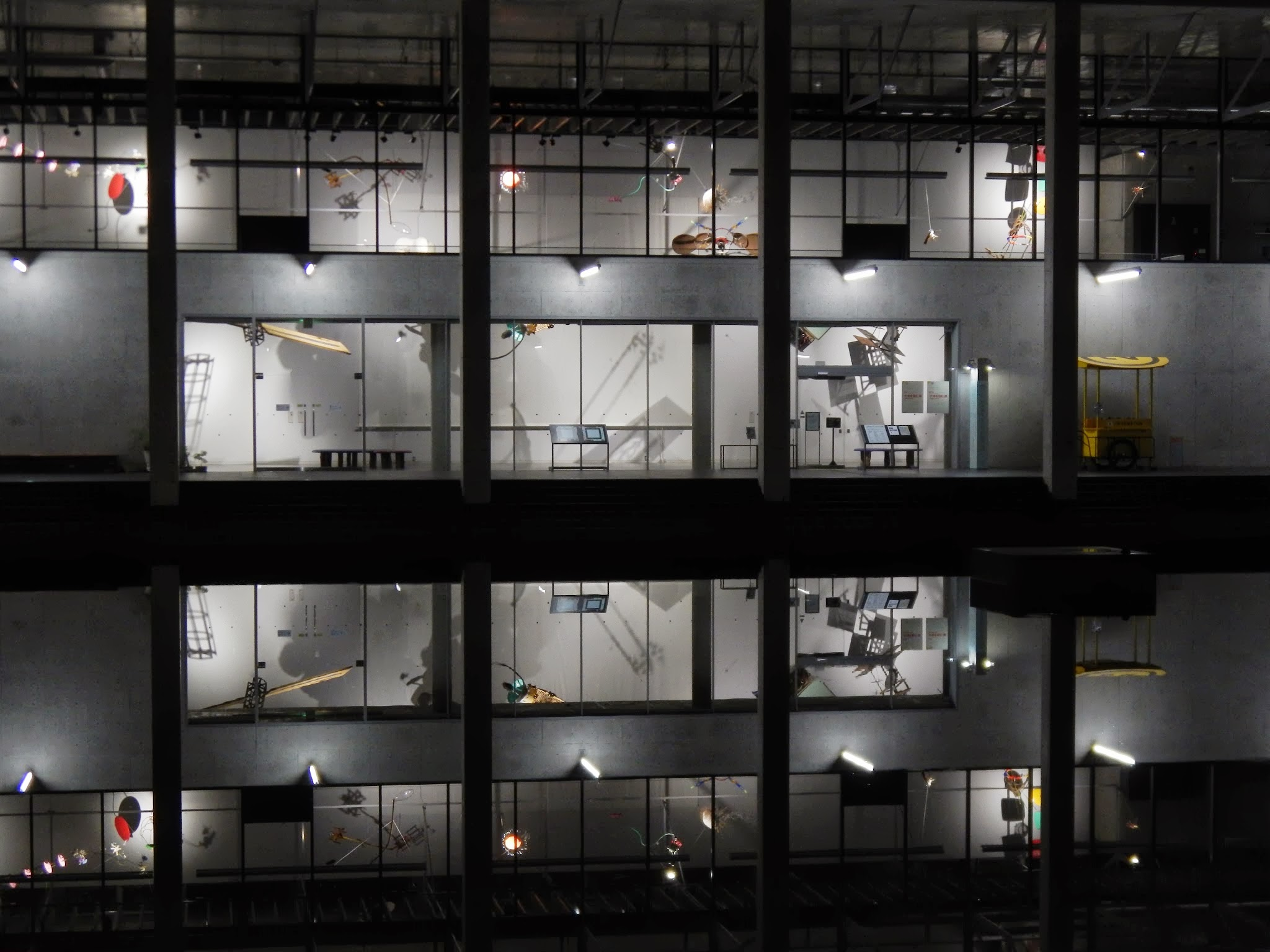
2013年頃の作品

## 交通アクセス
- JR飯山線、北越急行ほくほく線「十日町駅」東口より徒歩約10分[16]